# 小林鳴村
小林 鳴村（こばやし めいそん、本名・彦次。1889年-?）は、日本戦前期に活躍した写真家。

## 主要経歴等
- 東京都に生まれる。
- 1912年、学習院高等科卒業。
- 1915年、京都帝国大学工科大学を卒業。
- 同年、住友合資会社に勤務（技師として）。
- 1921年、浪華写真倶楽部に入会。福森白洋に写真を学ぶ。

芸術写真（ピクトリアリスム作品、ブロムオイル作品）からはじまり、花和銀吾などの影響を受け、前衛写真（主として、シュルレアリスム的表現）にいたる（特に1930年以降）。